# Bettola
Bettola (La Bëttla [lɐˈbətlɐ] o Béttula [ˈbetulɐ] in dialetto piacentino) è un comune italiano di 2 620 abitanti della provincia di Piacenza in Emilia-Romagna.

## Geografia fisica

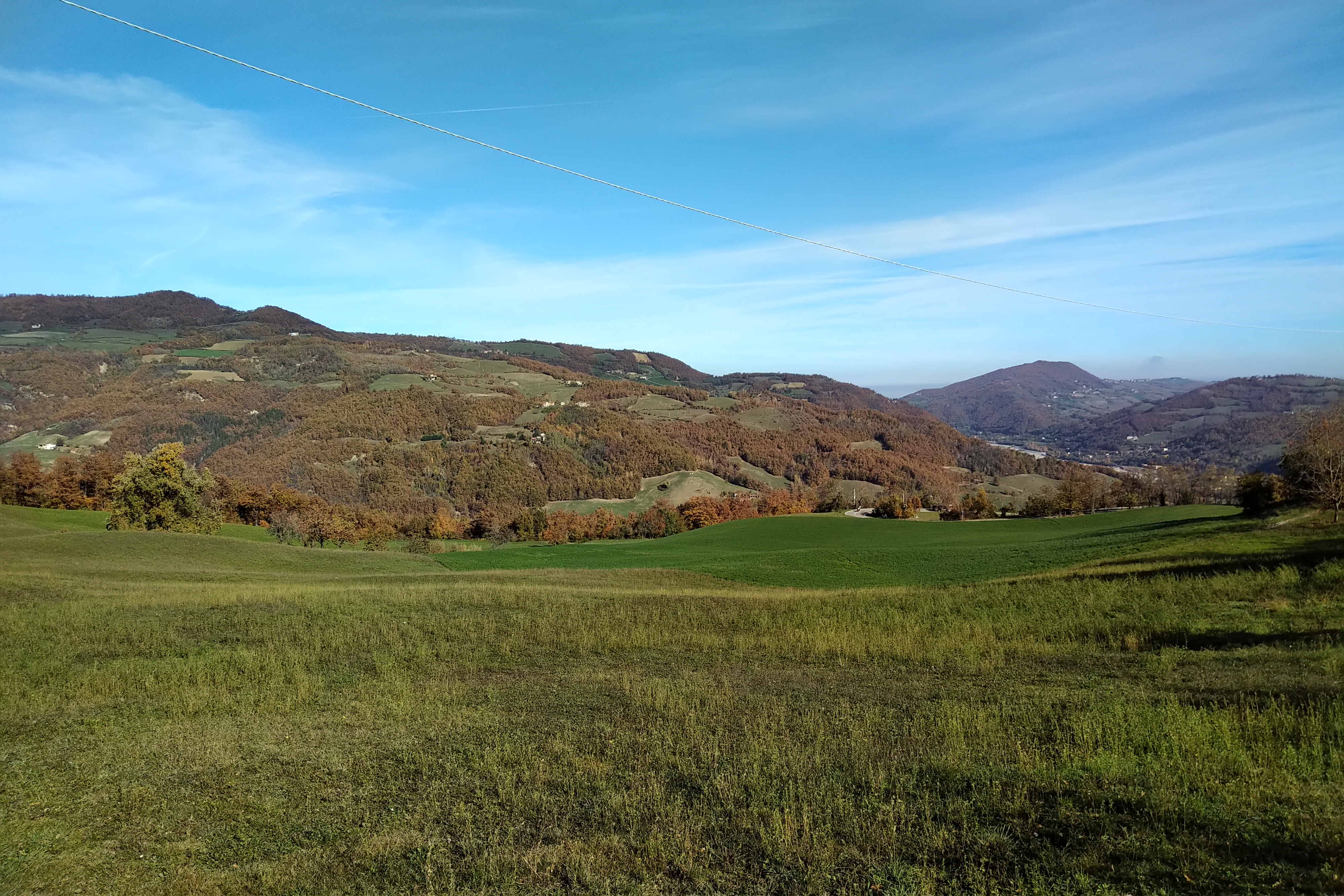
Vista della val Nure dal passo del Cerro

Il territorio comunale di Bettola si trova per buona parte nella media val Nure: il capoluogo viene anche definito la porta della valle, a causa della sua posizione dove la valle subisce un restringimento e i rilievi da collinari diventano montuosi.
Dal capoluogo si diramano due strade di valico: quella che, transitando al passo del Cerro, conduce a Perino, frazione del comune di Coli, in val Trebbia, e quella che raggiunge il valico di Prato Barbieri e il passo dei Guselli permettendo il collegamento della val Nure con la val Chero e la val d'Arda.
Il torrente Nure taglia longitudinalmente l'intero territorio comunale in due parti; lo stesso capoluogo è diviso dal torrente in due rioni, San Giovanni, posto sulla sponda sinistra del Nure e San Bernardino, posto sulla sponda opposta, originariamente comuni autonomi collegati tra loro con un ponte nel 1878, in seguito alla loro unificazione in un unico comune.

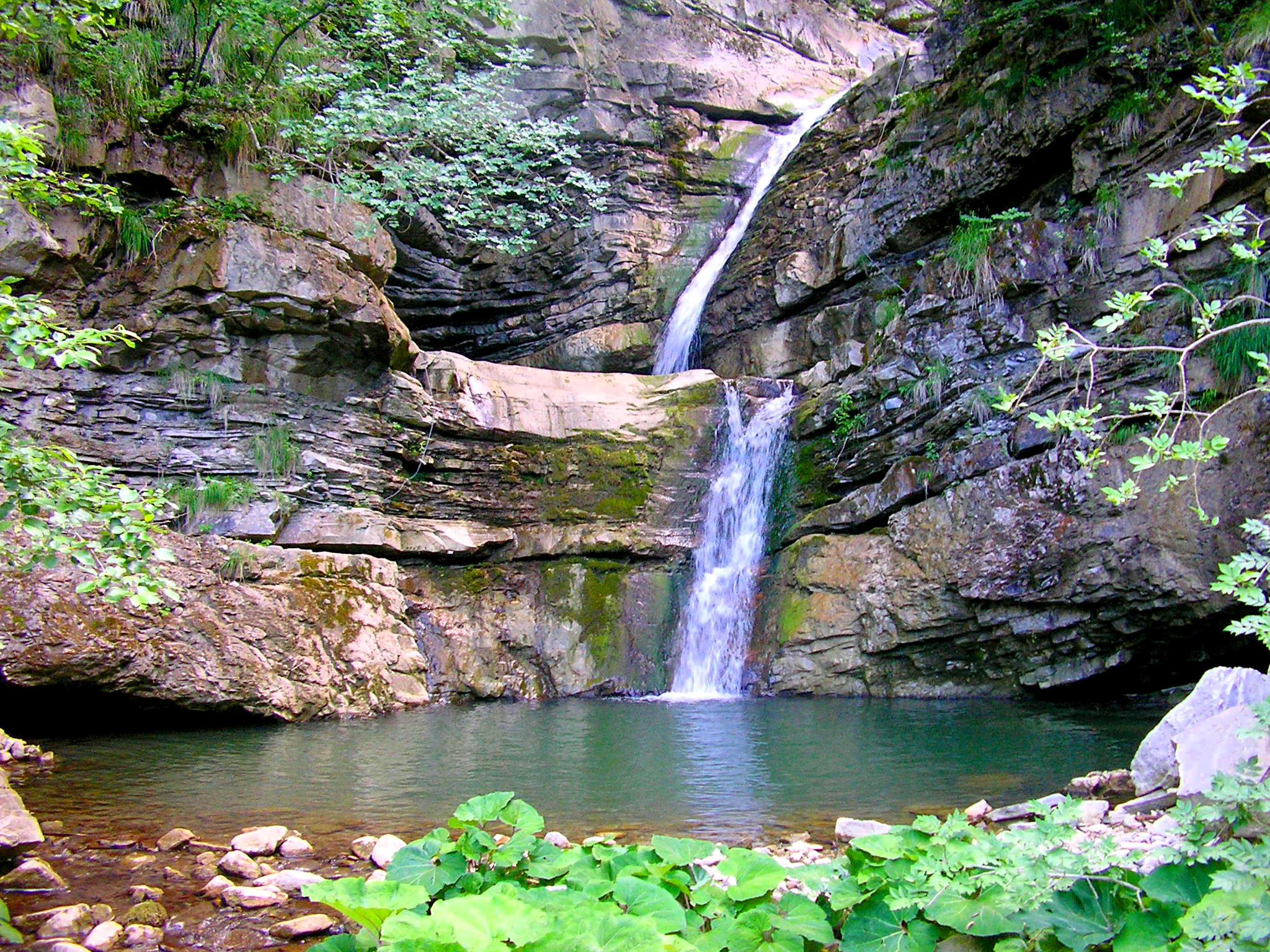
Le cascate del Perino

Fanno parte del territorio comunale bettolese anche una parte della limitrofa val Perino, formata dall'omonimo torrente affluente di destra della Trebbia, e una parte della val Riglio. Nella val Perino, che si caratterizza per un ambiente aspro e di importanza naturalistica, si trovano le cascate formate dall'omonimo torrente, la più grande delle quali compie un salto di 17 m, raggiungibili dalla frazione di Calenzano percorrendo un sentiero CAI.
Il territorio comunale presenta caratteristiche piuttosto eterogenee tra la porzione meridionale e quella settentrionale: nella prima si caratterizza per elementi spiccatamente montani con colture di versante che si alternano a superfici boscate da faggi e castagni e a valli secondarie percorse da affluenti del Nure dove l'antropizzazione è minima. Al contrario, nel segmento settentrionale del comune il territorio è sfrutatto principalmente a fini agricoli, mentre la flora presente è quella tipica degli ambienti collinari con la presenza di boschi di rovere, frassino, ontano e nocciolo, oltre ad alcune rare querce da sughero.

## Storia

### Epoca medievale
L'abitato di Bettola si sviluppò a partire dalla metà del Quattrocento come luogo di sosta sulle rotte commerciali tra Piacenza e Genova. Attorno all'anno Mille il monastero piacentino di San Savino possedeva diverse terre e fortezze nella zona, tra cui quella scomparsa di Calenzano, in Valperino, e quella tuttora esistente, anche se in rovina, di Castelnardo. La zona passo sotto la famiglia dei Nicelli, i quali edificarono il castello di Erbia, sempre in Valperino, nel 1400 a difesa e controllo della strada che da Perino (Coli) dalla Val Trebbia porta attraverso la Val Perino in Val Nure.
All'epoca longobarda, tra il VII e l'VIII secolo, risalgono la origini della pieve di Revigozzo (Rivegocio).
Attorno all'anno Mille parecchi possedimenti e castelli del bettolese risultavano già dipendenti dal Monastero di San Pietro in Ciel d'Oro di Pavia, e da questi in dono al vescovo Folco Scotti di Pavia con bolla di papa Onorio III dell'11 maggio 1217; tra questi c'erano quello, successivamente scomparso, di Calenzano, in val Perino, e quello, successivamente caduto in rovina, di Castelnardo. La zona passò poi sotto il dominio della famiglia dei Nicelli, i quali edificarono il castello di Erbia, che si innalzava dalla vetta di un promontorio e che, già notevolmente malandato con il passare dei secoli, è crollato tra la fine del XX e l'inizio del XXI secolo, il castello di Villanova Valperino, crollato attorno all'inizio degli anni sessanta e l'esile torre di S. Giovanni, posta nei pressi della località di Bacchetti lungo la strada che collega Bettola al passo del Cerro.
Dalla metà del XIV secolo Bettola e tutta la media val Nure furono soggette alla sfera di influenza politica del Ducato di Milano, retto dalla famiglia Visconti; la presenza viscontea ebbe l'effetto di ridimensionare le mire delle famiglie Nicelli e Landi di val Ceno. Intorno alla metà del secolo successivo cominciò a svilupparsi il centro di Bettola acquisendo importanza come luogo di sosta e ristoro lungo la strada che collegava Piacenza a Genova valicando la catena appenninica e che veniva chiamata via del pane da parte dei genovesi e via dell'olio da parte dei piacentini. La crescita di importanza fu favorita principalmente dalla posizione strategica tra montagna e pianura dove i mercanti piacentini incontravano quelli provenienti dal genovese scambiando cereali con olio d'oliva. A questo si deve anche l'origine del toponimo Bettola indicante un'osteria oppure un luogo di sosta in cui si fermavano i viaggiatori che percorrevano l'itinerario in entrambe le direzioni.
Nel Basso Medioevo Bettola fu sede della "Magnifica Università di Val Nure", un'istituzione comunitaria riconosciuta dal duca di Milano Filippo Maria Visconti nel 1441, che riuniva le popolazioni della val Nure e di alcune valli limitrofe, comprendente 38 comuni, ai quali era concessa una parziale autonomia nei confronti di Milano, nonché delle esenzioni fiscali e la possibilità di un'amministrazione autonoma della giustizia esercitata da propri magistrati. Quest'istituto, che sopravvisse fino alla riorganizzazione amministrativa operata durante l'occupazione napoleonica, fu contrastato per diversi secoli da parte della famiglia Nicelli la quale, sfruttando il controllo su ampie porzioni del territorio, operava per il mantenimento di un più tradizionale potere feudale.
Secondo alcune fonti, sarebbe originario del comune di Bettola il navigatore Cristoforo Colombo, a cui è dedicata una statua posta nella piazza principale del capoluogo. Nella frazione Pradello Colombo si trova una torre di origine medievale chiamata "Torre dei Colombo" o "Torre Colombo" che viene tradizionalmente indicata come dimora dei genitori di Cristoforo o, addirittura, come casa natale dello scopritore. Al di fuori delle ipotesi, è storicamente accertato che sia la torre sia i terreni circostanti appartenessero effettivamente al ramo di Pradello della famiglia Colombo. Essendo Bettola posta lungo quella che un tempo era una via di scambio tra il Genovesato e la Pianura Padana viene ritenuto verosimile un trasferimento di Giovanni e Domenico Colombo, rispettivamente nonno e padre del navigatore, da Quinto o da Terrarossa di Mocònesi a Pradello di Bettola.

### Età moderna
Nel 1496, a seguito dell'apparizione della Madonna a una pastorella, avvenuta secondo la tradizione nelle vicinanze di un albero di quercia situato a breve distanza da Bettola, si formò nella zona un forte culto popolare con centro nel luogo dell'apparizione, dove furono costruiti un santuario e un convento francescano, che rimase attivo fino alla soppressione degli ordini religiosi, avvenuta negli anni della dominazione napoleonica. Successivamente il santuario cadde in rovina, mentre il convento annesso fu adibito a carcere. Il santuario sarebbe stato poi ricostruito alla fine dell'Ottocento nella piazza principale della località, mentre sul luogo dell'apparizione sarebbe stata ricostruita una cappella nel 1954.
Nel periodo compreso tra il XV e il XVI secolo la famiglia Nicelli riuscì ad ampliare i propri domini su gran parte del territorio bettolese; per meglio difendere le proprie posizioni i Nicelli presero possesso di diverse fortificazioni preesistenti, procedendo, inoltre, alla costruzione di altre roccaforti, in buona parte afferenti alla tipologia della casa-torre: edifici realizzati in pietra dediti esclusivamente alla difesa senza alcuna concessione a decorazioni e funzioni di rappresentanza. In questo periodo la famiglia Nicelli si scontrò più volte con la famiglia Camia per il predominio sul territorio locale: il perdurare degli scontri tra le due famiglie convinsero papa Paolo III a intervenire, intorno al 1540, al fine di riappacificare il territorio: fu, quindi, costruita, su iniziativa del figlio del papa, Pier Luigi Farnese, la torre Farnese, che divenne sede dei delegati pontifici ed emblema del potere centrale contrapposto agli interessi feudali locali. La torre fu bruciata dalla famiglia Nicelli pochi anni dopo la sua costruzione, approfittando della congiura culminata con l'uccisione del duca Pier Luigi Farnese e in seguito ricostruita per volere di Ottavio Farnese nel 1562.

### Età contemporanea

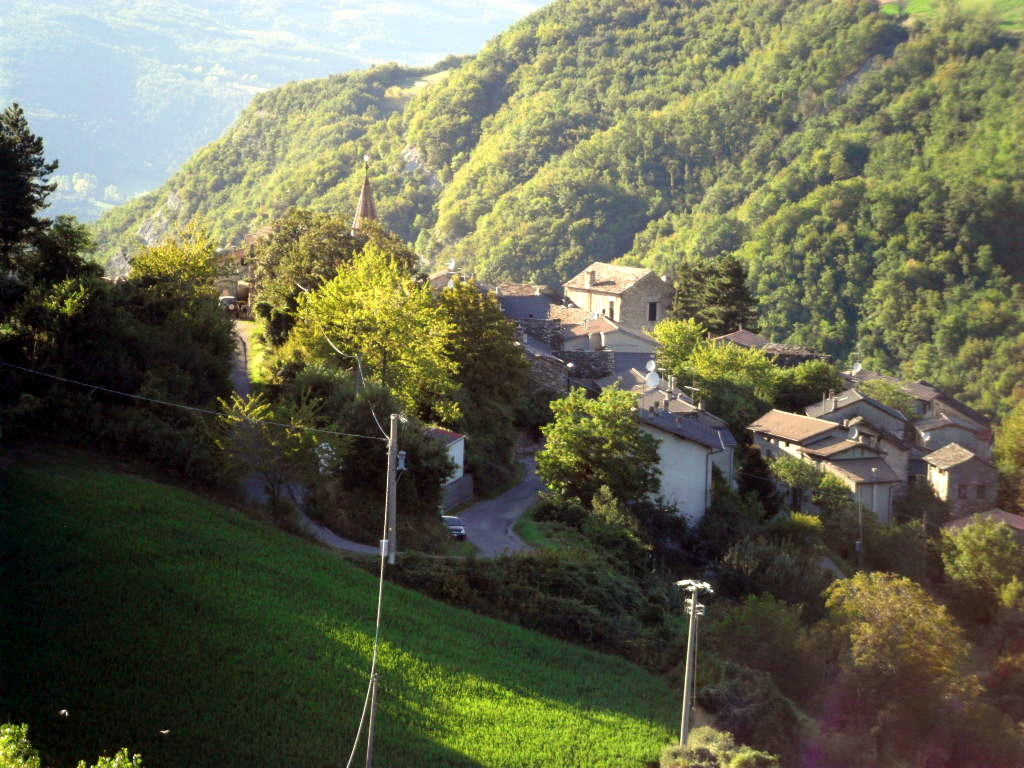
La frazione di Groppo Ducale

Nel 1805, in seguito alla riorganizzazione amministrativa dei territori della Repubblica Cisalpina voluta da Napoleone Bonaparte, vennero istituiti i comuni di San Giovanni e San Bernardino situati, rispettivamente, sulla sponde sinistra e destra del torrente Nure.
Il 2 gennaio 1809 la diocesi di Pavia rinunciò alle parrocchie piacentine della pieve di Fontana Fredda e Roveleto di Cadeo e della pieve di val Nure con Bettola e la pieve di Revegozzo, San Bernardino, Bramaiano, Groppoducale, Rigolo, S. Giovanni, Cogno San Bassano, Leggio, Monte Ossero, Santa Maria, La Costa, Olmo, Vigolo che passarono quindi alla diocesi di Piacenza.
Nel 1832 la parte della val Riglio situata sulla riva destra del torrente, storicamente legata alla val Nure a causa dell'appartenenza alla Magnifica Università, viene distaccata dal comune di Borgo San Bernardino e aggregata al comune di Gropparello.
Nel 1853 le frazioni di Grondone, Ciregna, Solaro, Brugneto, Curletti e Castelcanafurone vennero distaccate dal comune di San Giovanni e aggregate al comune di Ferriere.
Con il regio decreto 4066, pubblicato in Gazzetta Ufficiale il 17 novembre 1867, venne costituito il nuovo comune di Farini d'Olmo, situato a sud di Bettola, distaccando dai due comuni bettolesi le frazioni di Groppallo, Boccolo della Noce, Cogno San Savino, Cogno San Bassano, Mareto, Gallare, Migliorini, Groppo, Assé e Farini d’Olmo a cui si aggiunse la frazione di Pradovera appartenente al comune di Coli.
Assunto il nome di Bettola da parte del comune di San Giovanni nel corso dell'Ottocento, i due comuni furono unificati nel 1877 incorporando il comune di San Bernardino in quello di San Giovanni che aveva mutato la propria denominazione in Bettola. L'anno successivo venne costruito il ponte che metteva in comunicazione le due borgate. Dal 15 agosto 1881 al 27 aprile 1885 fu chiamata Borgonure, per poi riassumere la denominazione di Bettola. Dopo l'unificazione, i due borghi mantennero due parrocchie distinte: quella di San Bernardino risalente al Seicento e quella di San Giovanni, ottocentesca, con al suo interno, le reliquie dell'estinto santuario della Madonna della Quercia.
Nel Novecento, Bettola svolgeva la funzione di importante centro di scambi agrari per tutta l'alta e media val Nure, con l'organizzazione di fiere di bestiame e di mercati, fatto testimoniato dall'ampiezza della piazza Cristoforo Colombo.
Durante la seconda guerra mondiale, nell'ambito della resistenza partigiana, vari gruppi di ribelli si formarono nelle zone montane attorno a Bettola, riuscendo persino a costituire per quattro mesi a partire dal luglio 1944 una "libera repubblica di Bettola", sede del comando unificato della zona XIII della resistenza. Dopo il termine della guerra, nel referendum istituzionale del 1946 i voti dei cittadini bettolesi furono divisi quasi equamente tra la monarchia, che prevalse con il 50,8% delle preferenze, e la repubblica, che ottenne il 49,1% dei suffragi.
Nel 1954 venne costruita una nuova cappella sul luogo dell'apparizione mariana quattrocentesca, nelle vicinanze dei resti del convento. La quercia e la statua mariana oggetto di culto sono conservate nel nuovo Santuario della Madonna della Quercia costruito nel Novecento nella piazza principale di Bettola.
Nella notte fra il 14 settembre e il 15 settembre 2015, Bettola, così come un'ampia parte della val Nure, fu devastata dalle esondazioni improvvise del Nure dovute al forte maltempo che causarono danni ingenti al paese e la morte di tre abitanti in seguito al crollo di parte della ex strada statale 654 di Val Nure nei pressi di Recesio.
Il 23 dicembre 2015 il consiglio comunale deliberò l'invio alla regione di un'istanza per l'avvio del procedimento di fusione con i comuni di Farini e Ferriere; il 22 febbraio 2016 la giunta regionale approvò la proposta di legge riguardante la fusione dei tre comuni. Il successivo 12 luglio l'assemblea legislativa approvò la proposta di legge sull'indizione di un referendum consultivo, poi deliberato con decreto del presidente della giunta regionale e fissato per il 16 ottobre. Il referendum vide la vittoria del no in tutti e tre i comuni con una percentuale del 67,45% a Bettola, del 52,64% a Farini e del 75,12% a Ferriere, bloccando, così, la proposta di fusione.

### Simboli
Lo stemma comunale di Bettola presenta la figura di una giovane donna nuda situata nel greto del torrente Nure: con la mano destra essa tiene un morso di cavallo, mentre con la sinistra un nastro con scritto "ORA DI LIBERTA’ GIA’ FUI DI FRENO". Istituito dopo l'unione dei due comuni situati sulle sponde opposte del Nure, la donna rappresenterebbe la concordia che opera per tenere a freno le due borgate, rappresentate da due torri sulle sponde opposte del torrente.

### Onorificenze
Il Comune di Bettola è tra le città decorate al valor militare per la guerra di liberazione, insignita della medaglia d'argento al valor militare per i sacrifici delle sue popolazioni e per l'attività nella lotta partigiana durante la seconda guerra mondiale:

## Monumenti e luoghi d'interesse

### Architetture religiose
Santuario della Beata Vergine della QuerciaSituato nella centrale piazza Colombo, venne costruito alla fine dell'Ottocento e consacrato dal vescovo Giovanni Battista Scalabrini nel 1885 a celebrazione di un'apparizione mariana, avvenuta secondo la tradizione nel 1496. L'edificio sorge su un terreno donato pochi anni prima dalla famiglia Bianchi e fu progettato da Guglielmo Della Cella in stile romanico lombardo, utilizzando sassi provenienti dal greto del torrente Nure. L'interno è stato affrescato nel Novecento dal pittore piacentino Luciano Ricchetti.

### Architetture militari
Castello della CaminataSituato nella frazione di Bramaiano, la sua presenza è testimoniata a partire dal XV secolo, quando era nelle disponibilità della famiglia Nicelli. Durante il Cinquecento l'originale struttura venne modificata con l'aggiunta di loggiati pensili che danno all'edificio il suo aspetto caratteristico, molto distante da altri castelli della montagna piacentina.
Castello di CianetoRisalente al Trecento, nel 1539 da qui partì la spedizione dei Nicelli finalizzata all'uccisione di Giovanni Camia. Il complesso è caratterizzato da una torre centrale dalla pianta quadrangolare, a cui si addossa un corpo più basso, parzialmente diroccato. Un muro dalla pianta irregolare circonda su tre lati il torrione.
Castello di ErbiaCostruito intorno al 1400 per opera di Pietro Nicelli con la funzione di avamposto lungo il percorso che univa la val Perino con la val Nure, il castello fu sottoposto a distruzioni da parte della famiglia Camia nel 1539 in seguito all'uccisione di Giovanni Camia da parte di membri della famiglia Nicelli. In seguito il forte divenne di proprietà della famiglia Gulieri a cui rimase fino ai primi del Novecento. In pessime condizioni di conservazione, l'edificio è parzialmente crollato nei primi anni del XXI secolo.
Castello di GroppoducaleI primi documenti citano il fortilizio come appartenente, nel 1385, a Branca Fulgosio, signore guelfo di Fiorenzuola d'Arda, che lo utilizzò come base per la sua lotta antiviscontea. In seguito passò alla famiglia Nicelli: nel 1494 il castello e le terre andarono a Giovanni Nicelli, il cui padre, Gian Nicolò, era stato il capostipite dei Nicelli di Montechino e di Muradolo. Il 4 aprile 1626 la duchessa Margherita Aldobrandini, madre e tutrice del duca di Parma e Piacenza Odoardo I Farnese confermò la concessione del castello e della contea alla famiglia Nicelli, nella persona del dottore collegiato Giovanni. L'originale edificio medievale è stato più volte trasformato, prima trasformandolo in residenza e, in seguito, a sede di uffici comunali e scuole.
Castello di LugherzanoCitato nel 1576 come di proprietà di Gian Bartolomeo Nicelli e dei suoi fratelli, il castello è localizzato in posizione dominante rispetto alla località da cui prende il nome, circondato da alberi, sovrasta la pieve di Santo Stefano, che versa in condizioni di abbandono. Nel tempo il castello ha perso il suo aspetto originale, subendo la trasformazione in casa colonica.
CastelnardoOriginariamente di proprietà del monastero di San Savino di Piacenza, divenne poi di proprietà della famiglia Confalonieri e nel 1311 Albertino Confaloniri vi si rifugiò venendo per questo motivo assediato da Alberto Scotti. Dopo essere passato in possesso dei Nicelli, nel 1419 della sua proprietà furono investiti i Radini-Tedeschi che vi rimasero fino ai primi anni del XVI secolo quando lo cedettero ad Antonio Maria Scotti che nel 1512 lo affittò a Niccolò Nicelli. Ceduto dagli Scotti alla famiglia Cremaschi nel 1597, il castello passò per eredità prima ai Mentovati e poi ai Cattaneo che lo tennero nel Settecento prima di cederlo ai Razzoni, dai quali prende il nome. Dell'originaria triplice cinta muraria che circondava il castello restano solo alcune porzioni piuttosto scarpate dove sono presenti anche delle feritoie.
Castello di RossoreggioEdificato su impulso della famiglia Nicelli, a cui fu concesso nel 1441, nonostante essi ne godettero la proprietà già in precedenza, nel 1679 venne avocato dalla Camera Ducale, ma già nel 1687 venne concesso a un altro membro della casata Nicelli, Alberto. Il castello ospitava una biblioteca in cui la tradizione vuole fosse conservata una copia dell'Eneide risalente al Cinquecento. Dopo l'investitura di Alberto Nicelli venne trasformato a villa, mantenendo comunque la torre rotonda su cui si nota una bifora dotata di archivolti e colonnine in arenaria e fu di proprietà della famiglia Sidoli, dando i natali al pittore Pacifico.
Castello di SpettineRealizzato per opera dell'omonima famiglia da cui prende il nome anche la frazione in cui si trova, nel 1396 venne comprato dal podestà di Pavia Antolino de Angusolis per conto di Gian Galeazzo Visconti. Nel 1440 subì l'assedio del conte Giovanni Anguissola, la cui famiglia entrò poi in possesso del castello, tenendolo fino al 1462, quando Francesco Sforza investì del possesso del bene il suo camerario Gian Francesco Attendolo. Nel Cinquecento metà del feudo divento di possesso di Gian Ludovico Caracciolo, mentre l'altra metà tornò agli Anguissola. L'edificio presenta un corpo centrale più antico e più alto degli altri. Altre parti dell'edificio risalgono al Cinquecento e al 1668, come testimoniato da un'iscrizione. Due bassi edifici, inizialmente non dotati di finestre ospitavano le prigioni delle donne e degli uomini.
Castello di VigoloCostruito come parte della struttura difensiva dei Nicelli, il primo atto in cui viene citato il castello risale al 1448, anno in cui esso passò, nell'ambito di una successione, a Stefano Nicelli. Nel 1636 fu occupato e danneggiato dalle truppe spagnole, mentre all'inizio del XIX secolo era di proprietà del capitano Gian Antonio Cavalli. Ritornato ai Nicelli, fu da essi venduto nella seconda metà del secolo, in questo periodo il castello continuò la sua decadenza venendo trasformato a scopi agricoli. Il complesso è diventato, quindi, un palazzo rurale, pur con la presenza di alcuni elementi legati alla sua originaria funzione militare, tra cui uno stemma in arenaria della casata Nicelli.
Torre ColomboSituata in località Pradello, è una torre costruita in sasso con stanze di esigua grandezza poste una sopra l'altra; la tradizione locale la identifica come la casa dei genitori di Cristoforo Colombo o, anche, come la dimora dello stesso navigatore. La torre ospita un museo dedicato a Colombo.
Torre di EbbioLe notizie storiche relative a questo edificio sono quasi nulle: con ogni probabilità esso faceva parte della rete difensiva della famiglia Nicelli. Presenta una struttura rettangolare con finestre di diversa grandezza poste sui quattro lati e copertura a ciappe. Inizialmente era caratterizzato dalla presenza di volte che subirono la distruzione negli anni trenta del Novecento in occasione del riattamento della torre a silos.
Torre FarneseEdificata per il volere di Pier Luigi Farnese con la funzione di proteggere Bettola dagli attacchi della famiglia Nicelli, provenienti dal vicino castello della Caminata, venne incendiata dagli stessi Nicelli poco dopo l'assassinio del duca in una congiura condotta da famiglie nobili piacentine. Venne, in seguito, ricostruita a partire dal 1562 una volta che il nuovo duca Ottavio Farnese aveva ristabilito il potere della famiglia sul Ducato di Parma e Piacenza.
Torre di MissanoCasa-torre che, come la torre di Ebbio, faceva parte delle proprietà della famiglia Nicelli. Ciò è testimoniato dalla presenza, sull'archivolto dell'entrata, del simbolo famigliare rappresentante un castello. La costruzione presenta due finestre di dimensioni molto ridotte decorate con fregi ornamentali. Persa la sua funzione militare, la torre è stata adibita a scopi agricoli.
Torre di MurloSituata poco a valle della torre di Missano, anch'essa era inserita nella struttura difensiva della famiglia Nicelli. La torre è realizzata in pietra locale e presenta una pianta quadrata con pietre squadrate poste ai vertici e alcune piccole finestre di fogge diverse. Immediatamente prima del tetto la torre è percorsa da una cornice di dimensioni molto limitate formata da lastre pietrose orizzontali. La torre, probabilmente edificata con funzioni di vedetta, è conservata in buone condizioni.
Torre di OlmoStruttura a pianta quadrata caratterizzata dalla presenza di una cinta muraria e di torri di ridotte dimensioni poste ai vertici. La funzione della costruzione era, probabilmente, difensiva del piccolo centro abitato di Olmo, posto in posizione strategica sulla strada che risaliva la val Nure.
Torre San GiovanniStruttura difensiva situata nella località Bacchetti, nei pressi della frazione di Villanova, era in origine collegata al locale castello, andato gradualmente in rovina e definitivamente crollato negli anni sessanta del Novecento.

## Società

### Evoluzione demografica
Abitanti censiti

## Cultura
- Museo colombiano, situato nella trecentesca torre Colombo, posta nella frazione di Pradello che, secondo alcuni studiosi sarebbe il luogo di nascita del navigatore. Il museo contiene al suo interno diversi pannelli i quali raccontano la storia della famiglia Colombo e dei suoi legami con Bettola[49].

## Infrastrutture e trasporti

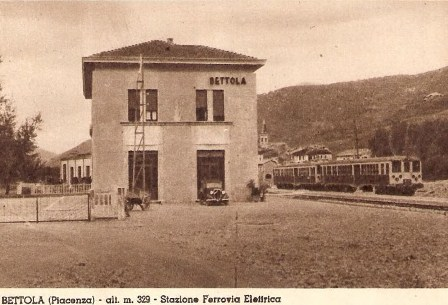
La stazione ferroviaria

Bettola è interessata dal percorso della strada statale 654 di Val Nure che la collega a Piacenza e alla Liguria, dalla strada provinciale 15 di Prato Barbieri-Morfasso che, attraverso il passo dei Guselli, collega Bettola a Morfasso, dalla strada provinciale 39 del Cerro che, attraverso l'omonimo passo, collega Bettola con Perino, in val Trebbia, dalla strada provinciale 67 di Massara che collega Bettola con la località Orezzoli, posta in comune di Gropparello e dalla strada provinciale 75 di Padri che collega Biana di Ponte dell'Olio alle frazioni bettolesi di Padri e Riglio.
A partire dal 1882 la cittadina rappresentò il capolinea meridionale della tranvia Piacenza-Bettola, linea che all'interno del territorio comunale prevedeva le fermate di Recesio, Spongiola e Roncovero, oltre al capolinea posto nel capoluogo. La tranvia venne, poi, sostituita nel 1933 da una nuova ferrovia gestita dalla Società Italiana Ferrovie e Tramvie, su cui fu attiva la nuova stazione nel capoluogo oltre a due stazioni lungo il percorso, a Recesio e a Roncovero. La circolazione sulla linea fu definitivamente soppressa nel 1967.

## Amministrazione
Di seguito è presentata una tabella relativa alle amministrazioni che si sono succedute in questo comune.
| Periodo        | Periodo        | Primo cittadino                | Partito                                        | Carica      | Note          |
| -------------- | -------------- | ------------------------------ | ---------------------------------------------- | ----------- | ------------- |
| 10 giugno 1985 | 15 giugno 1990 | Celestino Scagnelli            | Partito Socialista Italiano                    | Sindaco     | [ 53 ]        |
| 15 giugno 1990 | 24 aprile 1995 | Celestino Scagnelli            | Partito Socialista Italiano                    | Sindaco     | [ 53 ]        |
| 24 aprile 1995 | 14 giugno 1999 | Gino Losi                      | Lista civica                                   | Sindaco     | [ 53 ]        |
| 14 giugno 1999 | 7 gennaio 2002 | Camillo Borotti                | Lista civica                                   | Sindaco     | [ 53 ]        |
| 7 gennaio 2002 | 28 maggio 2002 | Lorenzo De' Luca di Pietralata |                                                | Comm. pref. | [ 53 ]        |
| 28 maggio 2002 | 29 maggio 2007 | Celestino Scagnelli            | Casa delle Libertà                             | Sindaco     | [ 53 ]        |
| 29 maggio 2007 | 7 maggio 2012  | Simone Mazza                   | Casa delle Libertà                             | Sindaco     | [ 53 ]        |
| 7 maggio 2012  | 12 giugno 2017 | Sandro Busca                   | Lista civica di centro-sinistra                | Sindaco     | [ 54 ] [ 55 ] |
| 12 giugno 2017 | 12 giugno 2022 | Paolo Negri                    | Lista civica di centro-destra Bettola da amare | Sindaco     | [ 56 ] [ 57 ] |
| 12 giugno 2022 | in carica      | Paolo Negri                    | Lista civica di centro-destra Bettola da amare | Sindaco     | [ 53 ] [ 58 ] |

### Gemellaggi
- Nogent-sur-Marne, dal 1983[59].

### Altre informazioni amministrative
Bettola faceva parte della comunità Montana valli del Nure e dell'Arda, la cui sede era situata in piazza Colombo, fino alla sua chiusura avvenuta nel 2013. In seguito allo scioglimento Bettola è entrato a far parte, insieme ai comuni di Farini, Ferriere e Ponte dell'Olio, dell'Unione Montana Alta Val Nure, che è subentrata in tutti i rapporti facenti capo alla precedente comunità montana. L'unione, in analogia alla comunità montana, ha la sua sede a Bettola, in piazza Colombo.

## Sport
Nel giugno 2024 Bettola ospitò il Gran Premio d'Italia valido per il mondiale Enduro, gara che vide la vittoria dello spagnolo Josep Garcia.